# Quatuors à cordes de Ligeti

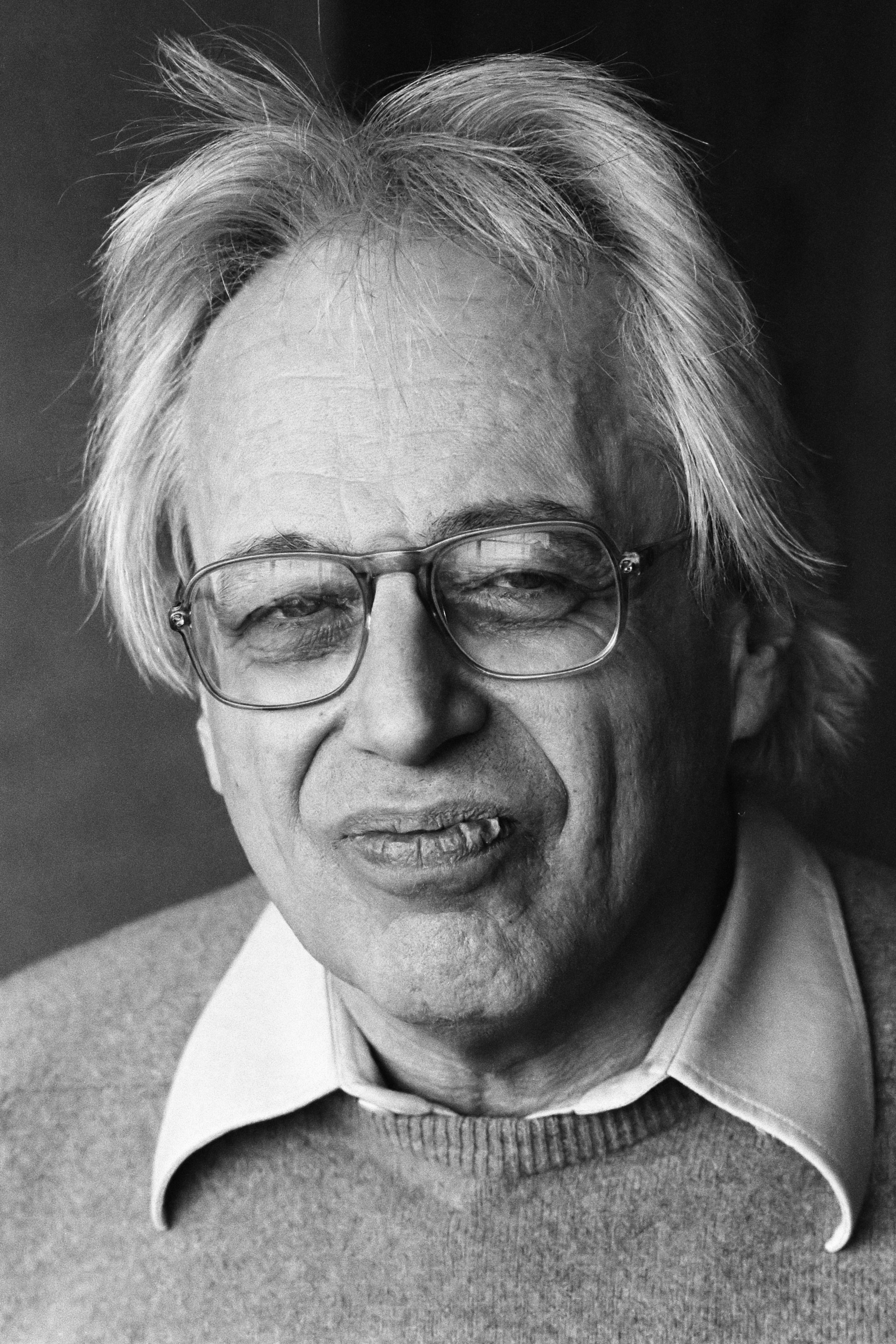
György Ligeti

György Ligeti a écrit deux quatuors à cordes ainsi qu'une pièce en deux mouvements pour cette formation.

## Andante et Allegretto
La composition a été écrite en 1950 et comporte, comme son titre l'indique, deux mouvements, avec une durée d'exécution d'un peu plus de dix minutes.
- Andante cantabile
- Allegretto poco capriccioso

## Quatuorno1
Sous-titré « Métamorphoses nocturnes », il a été écrit entre 1953 et 1954. La première en a été donnée le 8 mai 1958 par le quatuor Ramor. Il se compose de 4 mouvements, sans interruption, chacun pouvant être divisé en deux sections et la durée d'exécution est d'environ vingt minutes. Son style reste inspiré de ceux de Béla Bartók.
- Allegro grazioso - Presto
- Prestissimo - Andante tranquillo
- Tempo di valse, moderato, con eleganza, un poco capricioso - Allegretto, un poco giovale
- Subito allegro con moto - Prestissimo.

## Quatuorno2
Il a été écrit pour le quatuor LaSalle entre mai et juillet 1968 et créé le 14 décembre 1969 à Baden-Baden. Il se compose de cinq mouvements et la durée d'exécution est d'environ vingt minutes.
- Allegro nervoso
- Sostenuto, molto calmo
- Come un meccanismo di precisione
- Presto furioso, brutale, tumultuoso,
- Allegro con delicatezza

## Quatuorsno3 et 4
En 2012, la musicologue Bianca Ţiplea Temeș a découvert des esquisses de projets pour les troisième et quatrième quatuors à la Fondation Paul-Sacher (de).
Le troisième quatuor aurait dû satisfaire une commande du Festival d'automne de Paris. György Ligeti aurait pu le concevoir comme une pièce en un seul mouvement, comme le premier quatuor à cordes, mais il aurait aussi bien pu l'écrire en trois ou six mouvements. La pièce, entièrement microtonale et inspirée par l'hyperchromatisme de Carlo Gesualdo mais aussi par des mélodies inspirées de la Birmanie, de l'Ouganda, du Zimbabwe, de Java, de Bali et du Cameroun, aurait dû être dédiée au Quatuor Arditti. Les esquisses suggèrent, en outre, que le quatuor aurait été écrit en scordatura et reposant sur l'écriture des partiels.
Le quatrième quatuor aurait dû être dédié au Kronos Quartet et inspirée, lui aussi, par des mélodies de la Birmanie et du Cameroun, mais aussi de Roumanie et de Hongrie. Le quatuor aurait dû avoir un mouvement entier en pizzicato, en trémolos irréguliers, avec un fort chromatisme harmonique, mais aussi un travail de musique spectrale et de polyrythmie.